# District urbain de Shanwei
Le district urbain de Shanwei (城区 ; pinyin : Chéng Qū) est une subdivision administrative de la province du Guangdong en Chine. Il correspond au centre urbain de la ville-préfecture de Shanwei.